# علی‌آباد (دهسرد)
علی‌آباد یک روستا در ایران است که در دهستان دهسرد شهرستان ارزوئیه واقع شده‌است. علی‌آباد ۲۶ نفر جمعیت دارد.